# Friday’s Child
Friday's Child – drugi album zwycięzcy pierwszej edycji brytyjskiego Idola, Willa Younga. Został wydany 1 grudnia 2003 roku i zajął pierwsze miejsce na liście UK Album Chart. Płyta pokryła się pięciokrotną platyną w Wielkiej Brytanii, a sprzedaż międzynarodowa wyniosła ok. 1.8 milionów egzemplarzy.

## Lista utworów
1. "Love the One You're With" (Stephen Stills) – 3:35
2. "Your Game" (Will Young, Blair MacKichan, T. Onile-Ere) – 4:10
3. "Stronger" (Stephen Lipson, Karen Poole) – 5:18
4. "Leave Right Now" (Eg White) – 3:34
5. "Love is a Matter of Distance" (Tim Christensen) – 2:58
6. "Dance the Night Away" (Young, Toby Smith, Chris Dodd) – 4:05
7. "Very Kind" (Young, Robin Thicke, J. Gass) – 5:10
8. "Free" (Young, Matt Prime, B. Withers, S. McKenny) – 4:07
9. "Going My Way" (Young, White) – 3:41
10. "Out of My Mind" (Young, White) – 3:07
11. "Friday's Child" (Steve Lee, D. Taylor) – 9:02

## Single
- "Leave Right Now" (#1 UK)
- "Your Game" (#3 UK)
- "Friday's Child" (#4 UK)

## Twórcy
- Will Young – wokal
- Toby Baker – instrumenty klawiszowe
- Anne Dudley – instrumenty klawiszowe
- Greg Wells – instrumenty klawiszowe
- Rick Willson – gitara
- Stephen Lipson – gitara
- John Themis – gitara
- David Rainger – gitara
- Tim Cansfield – gitara
- Eg White – gitara, instrumenty w "Going My Way" oraz "Out Of My Mind"
- Blair MacKichan – gitara, dodatkowy wokal
- Neil Conti – bębny
- Steve Barney – bębny
- Guy Barker – trąbka
- Phil Todd – flet
- Mark Feltham – harmonijka
- Steve Lee – harmonijka
- Tracey Ackerman – dodatkowy wokal
- Lynne Marie – dodatkowy wokal
- Karen Poole – dodatkowy wokal
- Metro Voices – chór gospelowy
- Toby Smith – instrumenty w "Dance the Night Away"
- Chris Dodd – instrumenty w "Dance the Night Away"

## Pozycje na listach przebojów
| Pozycja | 1  | 2  | 2  | 2  | 1  | 2  | 2  | 4  | 11 | 19 | 14 | 18 | 16 | 10 | 10 | 7  | 8  | 8 | 9  | 12 | 22 | 23 | 23 | 32 |
| Tydzień | 25 | 26 | 27 | 28 | 29 | 30 | 31 | 32 | 33 | 34 | 35 | 36 | 37 | 38 | 39 | 40 | 41 | — | 42 | 43 | 44 | 45 | 46 |    |
| Pozycja | 33 | 31 | 24 | 24 | 29 | 26 | 42 | 20 | 7  | 11 | 15 | 21 | 25 | 32 | 38 | 51 | 57 | — | 25 | 23 | 30 | 38 | 73 |    |